# La Berlière
La Berlière est une commune française située dans le département des Ardennes, en région Grand Est.

## Géographie
|                      | Stonne      | La Besace           |
| Les Grandes-Armoises | La Berlière | Beaumont-en-Argonne |
|                      | Oches       | Saint-Pierremont    |

La Berlière est située dans une vallée formée notamment par deux ruisseaux venant du territoire de Stonne, se réunissant et constituant le ruisseau de La Berlière. Cette vallée est dominée notamment au nord - nord-est par le Mont-Damion qui s'élève à 328 mètres (les habitations du village sont à une altitude de 200 mètres, environ). Au sud du Mont-Damion, s'élève le mont du Cygne, à 260 mètres. Un autre ruisseau prend sa source à l'est du Mont-Damion, se conflue avec un ruisseau venant du bois de Saint-Pierremont, puis se réunit à Oches au ruisseau de La Berlière, pour donner le ruisseau des Bièvres.

### Hydrographie
La commune est dans le bassin versant de la Meuse au sein du bassin Rhin-Meuse. Elle est drainée par le ruisseau de Yoncq, le ruisseau la Bièvre et le ruisseau du Petit Moulin,.
Le ruisseau de Yoncq, d'une longueur de 17 km, prend sa source dans la commune de Saint-Pierremont et se jette  dans la Meuse à Mouzon, après avoir traversé six communes.

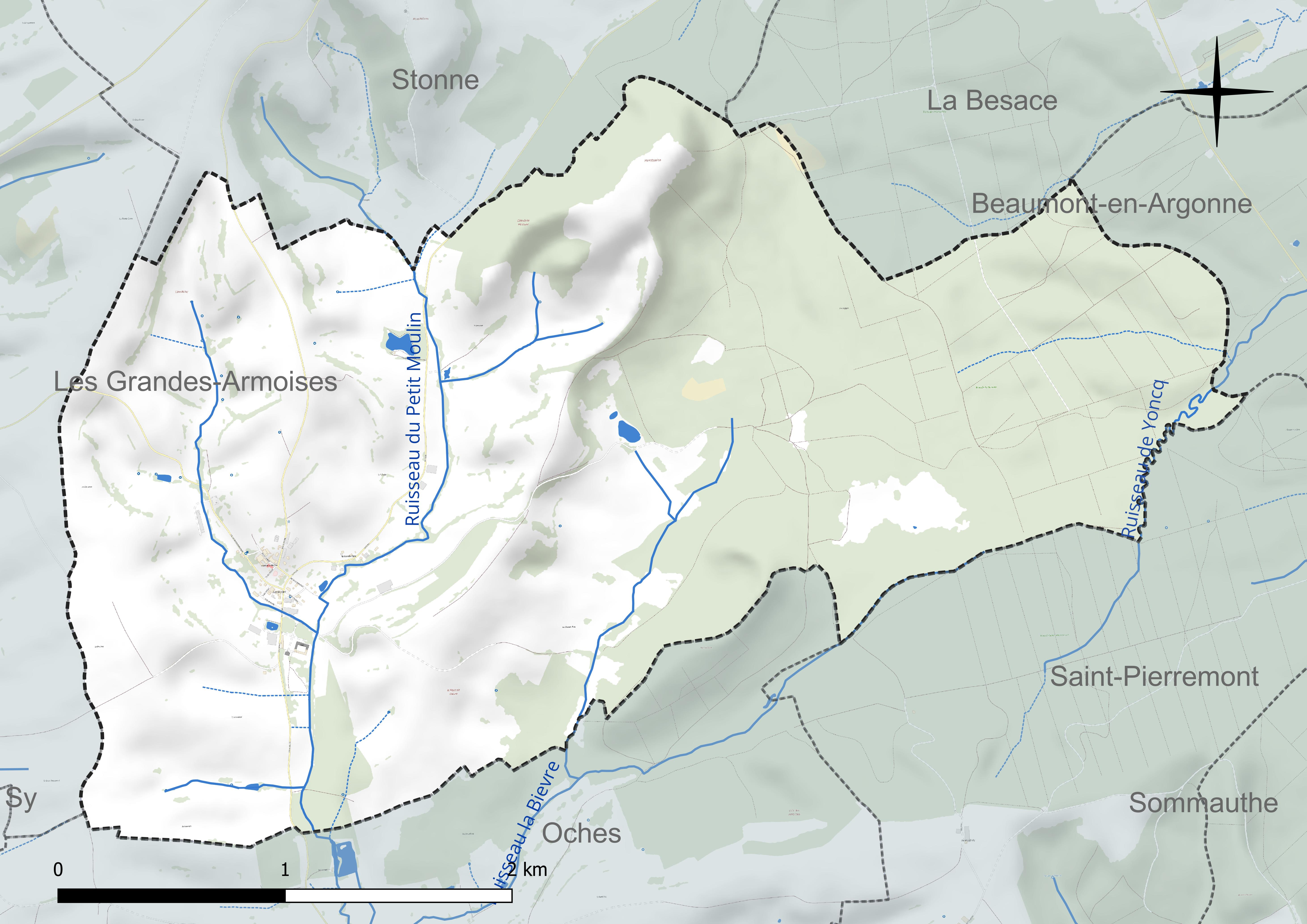
Réseaux hydrographique de la Berlière.

La Bièvre, d'une longueur de 12 km, prend sa source dans la commune  et se jette  dans la Bar à Brieulles-sur-Bar, après avoir traversé cinq communes.

### Climat
Pour des articles plus généraux, voir Climat du Grand Est et Climat des Ardennes.
En 2010, le climat de la commune est de type climat de montagne, selon une étude du Centre national de la recherche scientifique s'appuyant sur une série de données couvrant la période 1971-2000. En 2020, Météo-France publie une typologie des climats de la France métropolitaine dans laquelle la commune est exposée à un climat océanique altéré et est dans la région climatique Lorraine, plateau de Langres, Morvan, caractérisée par un hiver rude (1,5 °C), des vents modérés et des brouillards fréquents en automne et hiver.
Pour la période 1971-2000, la température annuelle moyenne est de 9,6 °C, avec une amplitude thermique annuelle de 15,7 °C. Le cumul annuel moyen de précipitations est de 952 mm, avec 13,8 jours de précipitations en janvier et 9,5 jours en juillet. Pour la période 1991-2020, la température moyenne annuelle observée sur la station météorologique de Météo-France la plus proche, « Buzancy_sapc », sur la commune de Buzancy à 11 km à vol d'oiseau, est de 10,9 °C et le cumul annuel moyen de précipitations est de 862,0 mm. 
La température maximale relevée sur cette station est de 40,7 °C, atteinte le 25 juillet 2019 ; la température minimale est de −15,8 °C, atteinte le 20 décembre 2009,,.
Les paramètres climatiques de la commune ont été estimés pour le milieu du siècle (2041-2070) selon différents scénarios d'émission de gaz à effet de serre à partir des nouvelles projections climatiques de référence DRIAS-2020. Ils sont consultables sur un site dédié publié par Météo-France en novembre 2022.

## Urbanisme

### Typologie
Au 1er janvier 2024, La Berlière est catégorisée commune rurale à habitat très dispersé, selon la nouvelle grille communale de densité à 7 niveaux définie par l'Insee en 2022.
Elle est située hors unité urbaine et hors attraction des villes,.

### Occupation des sols
L'occupation des sols de la commune, telle qu'elle ressort de la base de données européenne d’occupation biophysique des sols Corine Land Cover (CLC), est marquée par l'importance des territoires agricoles (57,1 % en 2018), en augmentation par rapport à 1990 (54,3 %). La répartition détaillée en 2018 est la suivante : 
forêts (42,9 %), prairies (38,9 %), terres arables (11,2 %), zones agricoles hétérogènes (7 %). L'évolution de l’occupation des sols de la commune et de ses infrastructures peut être observée sur les différentes représentations cartographiques du territoire : la carte de Cassini (XVIIIe siècle), la carte d'état-major (1820-1866) et les cartes ou photos aériennes de l'IGN pour la période actuelle (1950 à aujourd'hui).

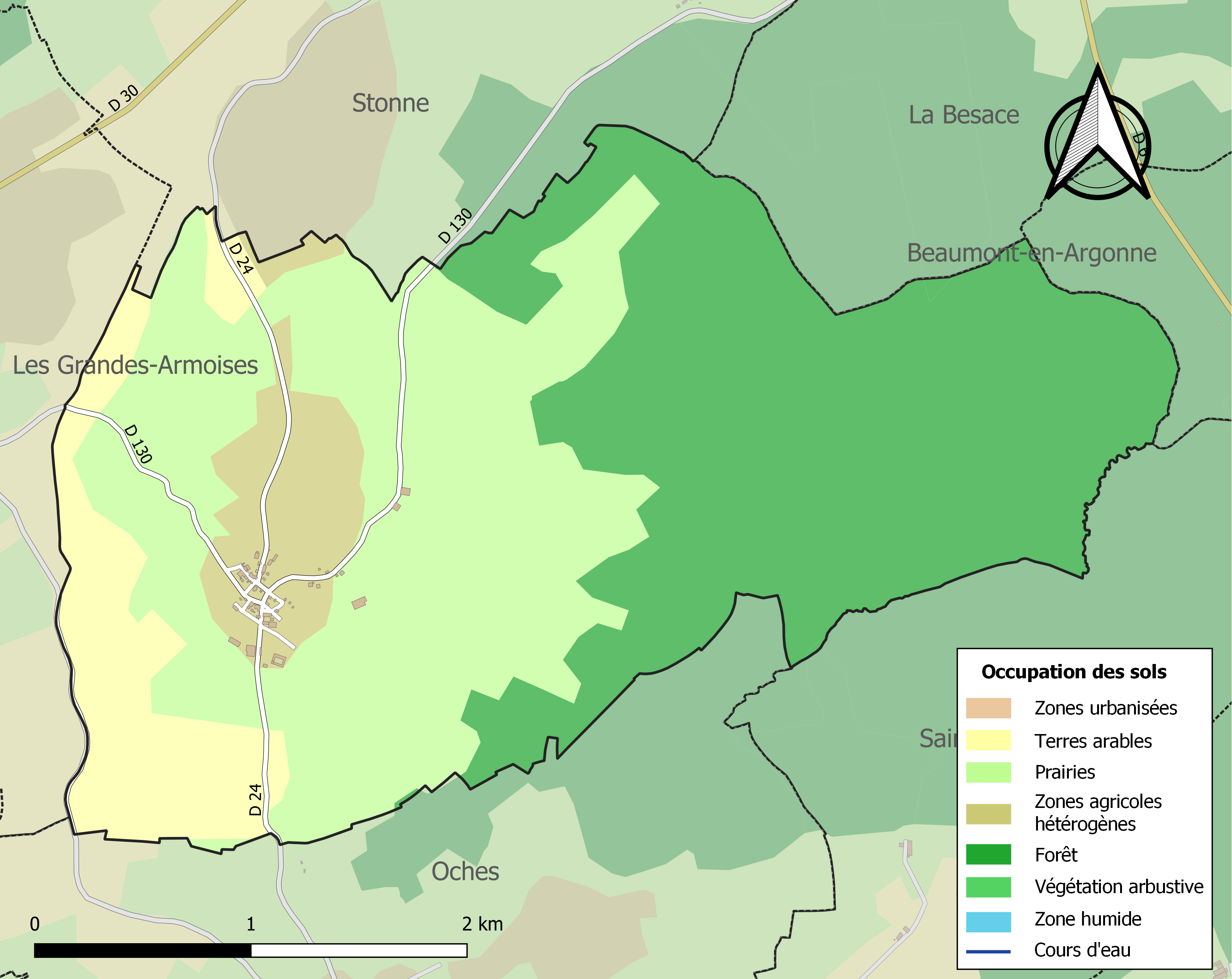
Carte des infrastructures et de l'occupation des sols de la commune en 2018 (CLC).

## Toponymie
L'étymologie de Berlière représente le dérivé, avec le suffixe roman collectif -aria (ière), du bas latin berula, probablement d'origine gauloise et qui a pu désigner alors, sous le nom de berle, le cresson de fontaine (« lieu aux berles »), éventuellement « la cressonnière ».
En fait l'ancien français berle, belle désignait différentes plantes qui croissent dans les lieux humides, notamment le cresson, la berle ou ache d'eau, le mouron d'eau et la Véronique mouron-d'eau.

## Histoire
Le Mont-Damion semble avoir été occupé à l'époque néolithique, d'après des objets trouvés sur place.
Ce village, dont l'origine remonte à des temps éloignés, est beaucoup moins considérable aujourd'hui qu'il le fut autrefois. On voit par d'anciens dénombrements que le nombre de ses chefs de ménages s'est élevé jusqu'à 160, ce qui pourrait offrir une population de 800 habitants (présentement 312 âmes). On peut attribuer les causes de son affaiblissement à la fréquence et aux longueurs des guerres, aux passages des troupes, aux séjours des armées, aux prises et reprises des villes frontière et aux autres désordres qui ont amené la ruine totale ou partielle de quantité de villages de cette contrée. Il est rapporté dans le mémorial des antiquités de la chartreuse du Mont Dieu, rédigé par Dom Ganneron, qu'en 1650 tous les villages des environs furent brûlés pendant la guerre de cette époque, savoir Stonne entièrement, Sy, Les Grandes Armoiries, en partie, Le Vivier (Artaise), La Berlière, Labesace, Verrière, Brieul-sur-Bar, Saint Piermont, Chemery ruiné, tellement que c'était une désolation générale, rapporte ce chroniqueur.
On trouve des vestiges d'anciennes habitations que contaient différents lieux-dits, comme la Chalotte, la Boquelle, la Baud Sonnerie, le Courtil-Bardeau, la Charmoge, la Place, le Courtil Billette, la Tulette, le Droelin-la-Demoiselle, le Pré la Canne, le Mont Damion ou des Daims, au-dessus de la fontaine du Muphe, les Voies de la Besace et de la Maison, les Enclos et la Guernatterie.
Le village est détruit à 90 % lors de l'offensive allemande de 1940. La maîtrise du Mont-Damion et de la vallée de La Berlière sont des enjeux importants pour les belligérants.

## Politique et administration
| Période                                  | Période                   | Identité                                       | Étiquette | Qualité                                              |
| ---------------------------------------- | ------------------------- | ---------------------------------------------- | --------- | ---------------------------------------------------- |
| 1925                                     | 1940                      | Edmond Hannotin                                | Rad. ind. | Sénateur Conseiller général (1922-1940 et 1945-1958) |
| mars 2001                                | mars 2014                 | Robert Raguet                                  |           |                                                      |
| mars 2014                                | En cours (au 25 mai 2020) | Jean-Marc Louis Réélu pour le mandat 2020-2026 |           | Agriculteur                                          |
| Les données manquantes sont à compléter. |                           |                                                |           |                                                      |

## Démographie
L'évolution du nombre d'habitants est connue à travers les recensements de la population effectués dans la commune depuis 1793. Pour les communes de moins de 10 000 habitants, une enquête de recensement portant sur toute la population est réalisée tous les cinq ans, les populations de référence des années intermédiaires étant quant à elles estimées par interpolation ou extrapolation. Pour la commune, le premier recensement exhaustif entrant dans le cadre du nouveau dispositif a été réalisé en 2008.

En 2022, la commune comptait 37 habitants, en évolution de −11,9 % par rapport à 2016 (Ardennes : −2,97 %, France hors Mayotte : +2,11 %).
| 1793 | 1800 | 1806 | 1821 | 1831 | 1836 | 1841 | 1846 | 1851 |
| ---- | ---- | ---- | ---- | ---- | ---- | ---- | ---- | ---- |
| 298  | 325  | 326  | 297  | 268  | 276  | 287  | 314  | 235  |

| 1866 | 1872 | 1876 | 1881 | 1886 | 1891 | 1896 | 1901 | 1906 |
| ---- | ---- | ---- | ---- | ---- | ---- | ---- | ---- | ---- |
| 244  | 221  | 206  | 202  | 191  | 185  | 136  | 145  | 136  |

| 1911 | 1921 | 1926 | 1931 | 1936 | 1946 | 1954 | 1962 | 1968 |
| ---- | ---- | ---- | ---- | ---- | ---- | ---- | ---- | ---- |
| 124  | 111  | 106  | 86   | 87   | 62   | 91   | 86   | 86   |

| 1975 | 1982 | 1990 | 1999 | 2006 | 2008 | 2013 | 2018 | 2022 |
| ---- | ---- | ---- | ---- | ---- | ---- | ---- | ---- | ---- |
| 66   | 60   | 41   | 32   | 44   | 47   | 45   | 38   | 37   |

## Lieux et monuments

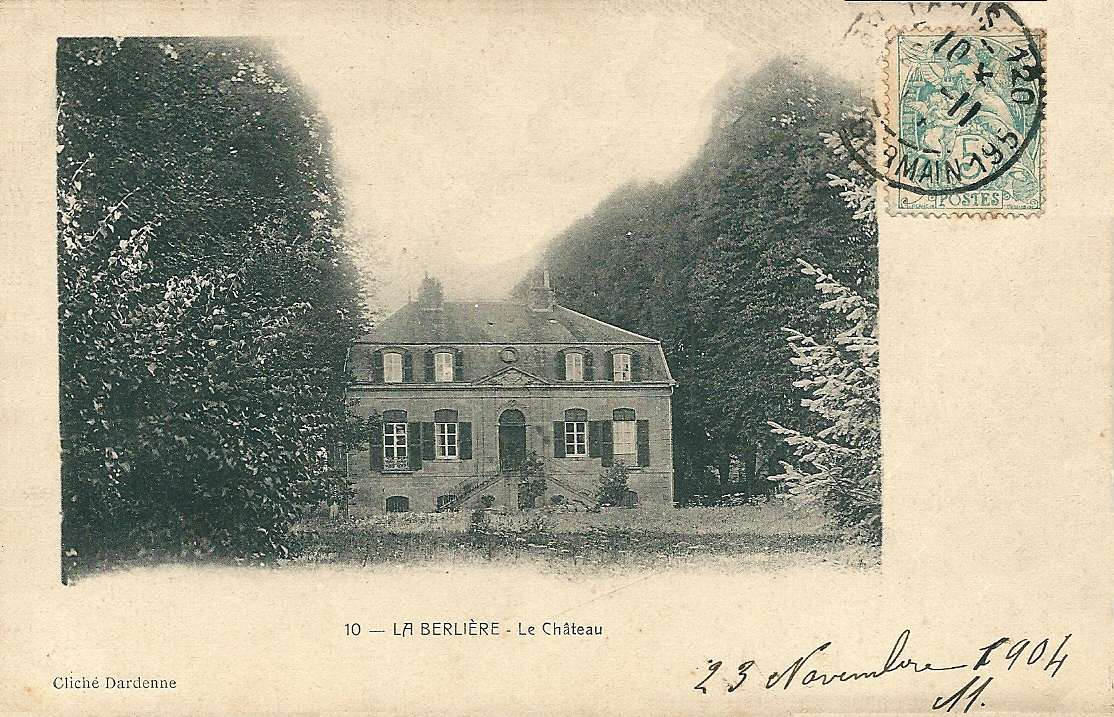
Château de La Berlière avant 1904.

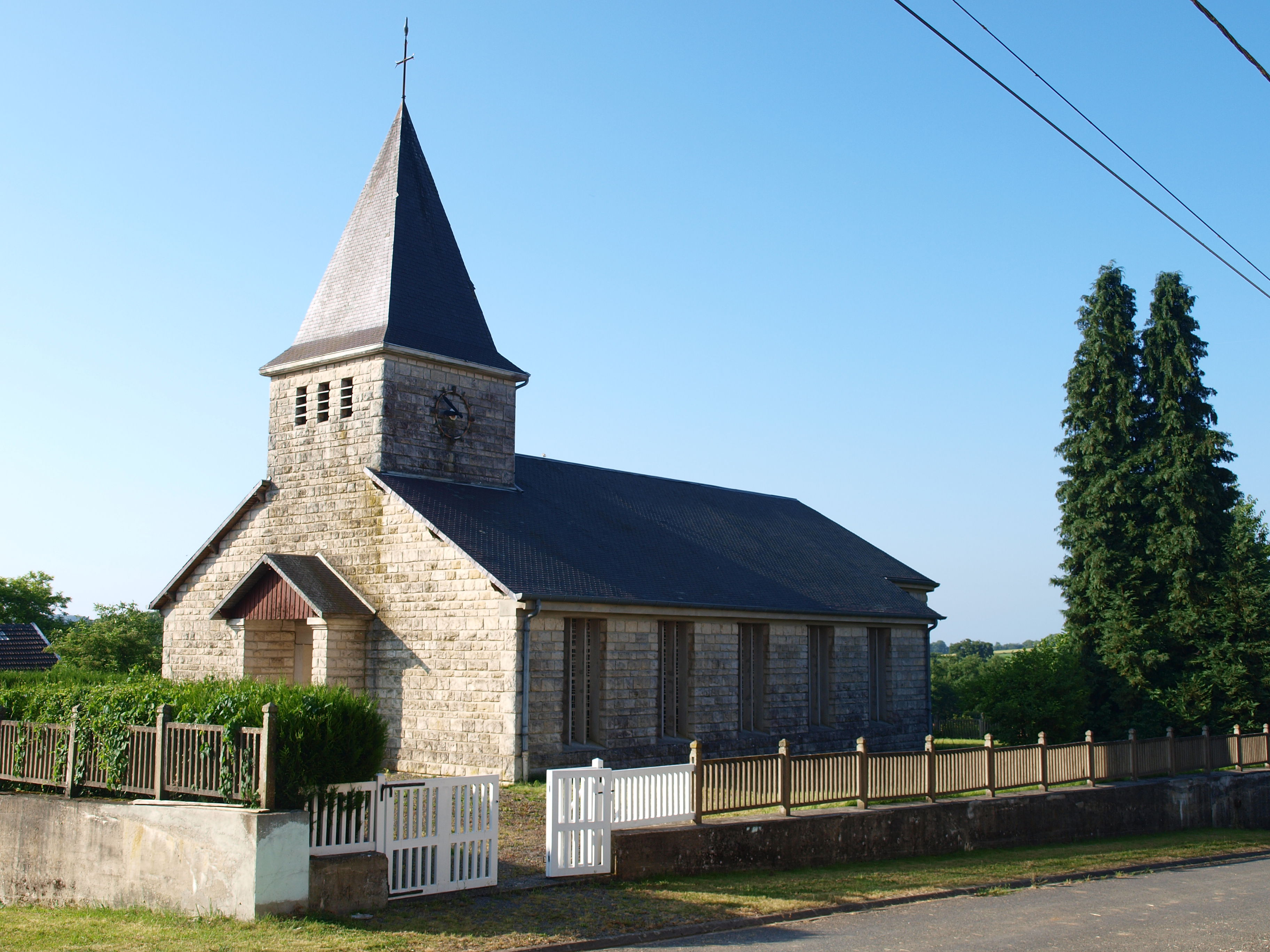
Église, reconstruite dans les années 1950.

- Le château de La Berlière inscrit au titre des monuments historiques en 1984[26].
- Église Saint-Nicolas de La Berlière. Une église est bâtie ou reconstruite en 1751[1]. À la suite de sa destruction lors de l'offensive allemande de 1940, elle est reconstruite à nouveau de 1955 à 1957, dans un projet géré par la coopérative de reconstruction immobilière des églises et édifices religieux de Paris, mandaté par la municipalité. Elle comprend des vitraux dessinés par Maurice Rocher[19].

## Personnalités liées à la commune
- Jean-François de Fumeron : fils d'un bourgeois de Poitiers, il est intendant puis commissaire des guerres, nommé par Louvois, puis acquiert les seigneuries de Verrières et de La Berlière, en 1702, ainsi qu'une charge de secrétaire du Roi en 1705[1],[27].
- Mathieu de Fumeron (1706-1767), second fils de Jean-François de Fumeron. Devenu seigneur de La Berlière, il est nommé également commissaire des guerres, et fait chevalier de Saint-Louis. Il fait rebâtir le château de La Berlière, pour le bâtiment actuel[1],[27].